# 1939 w nauce

## Urodzili się
- 7 maja – Sidney Altman, laureat Nagrody Nobla
- 19 sierpnia – Alan Baker, matematyk angielski; profesor Uniwersytetu Cambridge

## Zmarli
- 2 marca – Howard Carter, brytyjski archeolog i egiptolog, odkrywca grobowca Tutanchamona (ur. 1874)
- 6 marca – Ferdinand Lindemann, niemiecki matematyk (ur. 1852)
- 13 maja – Stanisław Leśniewski, polski filozof, logik i matematyk (ur. 1886)
- 24 maja – Aleksander Brückner, polski językoznawca (ur. 1856)
- 23 września – Sigmund Freud, austriacki psychiatra i neurolog (ur. 1856)

## Nauki przyrodnicze i ścisłe

### Chemia
- odkrycie fransu przez Marguerite Perey

### Fizyka
- 6 stycznia – w Die Naturwissenschaften ukazała się publikacja niemieckiego chemika Ottona Hahna informująca o odkryciu rozpadu jądrowego.

### Matematyka
- 25 lipca – Polscy kryptolodzy przekazali aliantom klucz do rozszyfrowania sekretów Enigmy – niemieckiej kryptograficznej maszyny cyfrowej.

## Technika
- 3 czerwca – Otwarcie nowego, nowoczesnego toru wyścigów konnych na Służewcu w Warszawie
- 24 sierpnia – oficjalna prezentacja niemieckiego samolotu Heinkel He 178, pierwszego samolotu z silnikiem turboodrzutowym.
- Podczas Światowej Wystawy w Nowym Jorku, w pawilonie firmy Westinghouse zostaje zaprezentowany komputer projektu Edwarda Condona. Można na nim zagrać w chińską grę „Nim”. Spośród tysięcy ludzi, którzy postanawiają rywalizować z maszyną 90% przegrywa[1].

## Nagrody Nobla
- Fizyka – Ernest Orlando Lawrence
- Chemia – Adolf Friedrich Johann Butenandt, Lavoslav Ružička
- Medycyna – Gerhard Domagk